# Liste des personnages des Griffin
 (août 2024).
- Si vous ne connaissez pas le sujet, laissez ce bandeau (vous pouvez alors contacter les auteurs).
- Si vous supprimez le contenu mis en cause (vous pouvez préalablement contacter les auteurs),

argumentez précisément cette suppression dans la page de discussion
(un manque de référence n'est pas un argument ; une recherche réelle de référence doit avoir été effectuée, être formellement documentée).

Logo français de la série Les Griffin.

Cet article présente les personnages de la série d'animation américaine Les Griffin.

## Personnages

### Personnages principaux
- Peter Löwenbräu Griffin, le père de famille. Il cumule les tares et les situations rocambolesques. Son sens de l'humour est extrêmement approximatif, et sa famille elle-même a du mal à rire de ses blagues. Il passe la plupart de son temps à boire avec sa bande d'amis. Lors d'un épisode on apprend qu'il est attardé mental. Il possède des origines irlandaises, et a un ancêtre afro-américain.
- Lois Pewterschmidt Griffin (en) est la mère de famille, très séduisante et très dévouée à l'éducation de ses enfants. Comme toute la famille, elle est un peu dérangée, bien qu'elle vienne d'une très riche famille protestante qui déteste Peter. Son passé est assez trash (elle a eu des relations avec des musiciens comme Kiss, a touché à la drogue et a même tourné dans un film érotique) mais c'est elle qui a le plus de raison dans la famille. Comme pour Peter, des gags la montre bisexuelle.
- Meg Griffin (en) est la fille aînée de la famille, âgée de 17 ans. Elle rêve de devenir populaire mais reste complètement rabaissée et ridiculisée par sa famille et son entourage, qui la rejette, l'insulte ou l'ignore sans vergogne. Elle semble aussi légèrement névrosée et ennuyante. Lors de l'épisode 13 de la troisième saison, Glandeur et décadence, on apprend que Peter n'est pas son vrai père bien que cela puisse être discutable puisque rien n'est vraiment cohérent dans cette série. Son nom devait être à l'origine « Megan », mais le jour de sa naissance, alors que Peter devait la déclarer, il remplaça son nom pour « Megatron ».
- Chris Griffin est le fils de Peter et Lois, âgé de 14 ans. Il est comme son père : gros et bête, mais il est encore plus stupide. Il ne semble être doué qu'en art. Un singe maléfique vit dans son placard et un vieillard a des vues sur lui. Il est très naïf, et est régulièrement tourné en bourrique par les autres. Il se retrouvera également marié dans un épisode de la saison 4. Dans les premières saisons, Chris n'a pas un rôle important.
- Stewie Griffin est le bébé de la famille âgé d'un an. Stewie a une tête à la forme d'un ballon de football américain et il est un enfant turbulent, surdoué, mature et dominateur. Les seuls adultes le comprenant pleinement sont Brian et Jillian. Au début de la série, il veut à tout prix tuer sa mère et son but est de dominer le monde, mais ces buts deviennent ensuite secondaires au fil de la série. Il a des penchants homosexuels qu'il refoule lorsque Brian lui fait remarquer. Au fil de la série, il s'assagit. Il est doublé en version originale par Seth MacFarlane, qui le donne un accent britannique, en imitant approximativement Rex Harrison. Dans la version québécoise, Stewie s'exprime avec un français parfait plutôt que de parler en joual, ce que font la plupart des personnages de la série.
- Brian Griffin semble être le membre le plus « normal » et le plus différent de la famille, bien qu'il soit un chien anthropomorphe doté de parole. Il a des caractéristiques intellectuelles humaines. Il manie l'humour à froid et est parfois vu comme arrogant, orgueilleux et parfois narcissique. Brian est écrivain; en littérature, de théâtre, de télévision et de cinéma, mais sa carrière d'auteur demeure médiocre. Tout comme Quagmire, Brian a un côté « coureur de jupons », il est du genre « Casanova », et sa vie amoureuse est assez chaotique, il semble qu'il aime toujours son ex-copine Jilian. Parmi ses vices, il est fumeur de tabac et de cannabis et a un problème avec l'alcool. Il s'est adonné à la cocaïne lors d'un épisode mais s'est fait désintoxiquer. Il a aussi un mauvais réflexe, hérité selon lui de son père, qui le force à être agressif avec les noirs quand il ne se contrôle pas. Branché, il a des opinions gauchistes. Il est secrètement amoureux de Lois. Il est à noter qu'il est le seul personnage de la famille se définissant comme athée, contrairement à ses maîtres humains. Il conserve son instinct animal et il lui arrive donc de se comporter comme un chien. Il meurt dans La Vie héroïque de Brian, percuté par une voiture. Il est remplacé par Vinny durant deux épisodes. Mais cette mauvaise nouvelle sera de courte durée car Stewie voyagera dans le temps dans l'épisode Christmas Guy pour sauver ce dernier de l'accident de voiture. il a également un fils humain nommé Dylan Flannigan qu'il a abandonné.
- Glenn Quagmire (en), est aviateur, célibataire endurci, coureur de jupons et pervers sexuel plus ou moins chanceux. Il est amoureux de Loïs et conserve une poupée d'elle faite de rognures d'ongles, de cheveux et de vieux vêtements dans un placard. Éternel solitaire, il lui arrive rarement d'avoir des histoires sérieuses. Quagmire déteste énormément Brian, car à ses yeux, il est un snob et une ordure. Lors d'un épisode, on apprend qu'il a en réalité 61 ans, mais qu'il se conserve très bien.
- Cleveland Brown (en), un afro-américain apathique. Il dirige la chambre de commerce de Quahog. Il est marié à Loretta Brown jusqu'à l'épisode L'amour a vingt dents. Les américains découvriront dès automne 2009 un spin-off des Griffin avec comme personnage principal Cleveland Brown qui déménage de Quahog pour aller en Virginie : The Cleveland Show. Quand sa série a été annulé, il est retourné vivre à Quahog avec sa nouvelle femme Donna et ses enfants.
- Joe Swanson, un policier paralysé des deux jambes. Malgré son handicap, il exerce toujours. Lors d'un flashback on apprend qu'il a perdu l'usage de ses jambes à la suite d'une chute en poursuivant Le Grinch, mais on apprend que dans l'épisode La Vengeance de Joe, Bobby Briggs est le véritable responsable de la paralysie des jambes de Joe et non pas du Grinch. Sa femme, Bonnie Swanson, est perpétuellement enceinte pendant six saisons, et leur fils Kevin est un adolescent peu expressif et dégourdi, dont Meg est follement amoureuse. Dans l'épisode 13 de la saison 7 on apprend qu'il est mort en Irak mais trois saisons plus tard, il revient, ayant survécu pendant la guerre à la suite d'une désertion. Il aurait pris la fuite, ce qui va mettre Joe dans un état de honte et de colère, essayant de l'envoyer en prison ce qu'il ne fera pas grâce à l’intervention de Bonnie. Sa mère est également paraplégique. Sa femme Bonnie souhaite paranoïaquement sa mort.
- Vinny est le nouvel animal domestique des Griffin après la mort de Brian. Tout comme son prédécesseur, il est un chien anthropomorphe qui possède la parole humaine, . il est apparu pour la première fois à l'épisode : La vie héroïque de Brian. Dans l'épisode du 15 décembre 2013, Brian est sauvé en retournant dans le passé grâce à l'aide du gentil Vinny.
- Jasper Griffin est un chien doté de la parole et cousin de Brian Griffin.

### Personnages secondaires
- Mort Goldman est le pharmacien de Quahog. Il est de confession juive avec des stéréotypes qui vont avec. Sa femme, Muriel Goldman, lui ressemble à s'y méprendre. Elle se fera assassiner lors d'un épisode. Leur fils Neil Goldman (nommé d'après un des auteurs de la série) est amoureux de Meg. La nièce du couple Goldman est Jennifer Love Hewitt.
- Herbert (en) est un habitant du quartier, très âgé et marchant avec un déambulateur. Il a un chien Jessie qui lui ressemble beaucoup (mêmes habitudes, mêmes difficultés à se mouvoir etc.). On peut définir Herbert en disant qu'il est pédophile, éphèbophile, amoureux de Chris avec un probable désir de changer de sexe ou de se travestir.
- Tom Tucker et Diane Simmons, présentateurs des infos sur Channel 5. Tom a un fils, Jake, dont le visage est à l'envers. Les deux journalistes sont aidés par l'envoyée spéciale Tricia Takanawa, une parodie de Connie Chung. Tom et Diane se détestent copieusement et n'hésitent pas à s'insulter en direct. Diane se fera assassiner par Stewie et sera remplacée par Joyce Kinney.
- Adam West (en), maire incompétent et idiot de Quahog, inspiré par Adam West qui lui prête sa voix. Le véritable Adam West est décédé depuis juin 2017, celui de la série meurt alors aussi. Son cousin, Wild West, est élu comme nouveau maire.
- Horace est le barman de l'Huître bourrée, le bar où trainent Peter et ses amis ainsi que Brian.
- Ernie, le poulet géant avec qui Peter se bat dans Te gaga tsouin tsouin , Les farces du mal, a deux reprises dans Le Bal des délits blancs, Internal affairs, Yug Limaf et que Peter rencontre dans Meet the Quagmires ! et dans le 200e épisode de la série.
- Rupert, le nounours de Stewie, son jouet préféré et son confident.
- Oscar, le premier ours en peluche de Stewie.
- La mort, c'est un squelette sans peau qui porte une cape noire, il met une capuche pour ne pas montrer son visage crasseux de serpents et d'araignées avec une faux en main comme le faucheur dans Billy et Mandy, aventuriers de l'au-delà et Stewie est son plus grand fan de killer en utilisant sa faux une seule fois dans l'épisode  La garde rend mais ne meurt pas.
- Bambam est un petit garçon préhistorique avec un bâton, on le voit seulement dans l'épisode L'amour a vingt dents.
- Madame (Mrs) Lockhart est la remplaçante de l'institutrice de Chris Griffin, qui était remplacée par Brian avant son arrivée. C'est une jeune femme d'une trentaine d'années , une grande blonde aux cheveux ondulés, à la bouche pulpeuse et à la plastique de rêve. Elle a fait tourner la tête de bon nombre de personnes, dont ses élèves et plus particulièrement Chris, qui fut obnubilé par elle (surtout par son opulente poitrine). Elle vit avec son gros ours criminel dans des motels de la ville de Quahog.Elle a fait une apparition seulement dans l'épisode La maîtresse de l'intello.
- Le singe maléfique : Il vit dans le placard de Chris. Personne ne le voit sauf Chris, hormis Peter le confond avec Meg seulement dans l'épisode Le fou du doigt. On découvre dans l'épisode Le singe sort du placard qu'il n'est pas vraiment méchant, c'est aussi la première fois que toute la famille (sauf Stewie et Brian) le rencontre vraiment.
- Janet : Une petite fille à la crèche dont Stewie est amoureux et elle adore toujours les cookies.
- Stewie Maléfique : C'est le clone de Stewie, il apparaît dans l'épisode Méchant bébé
- Susie Swanson est la fille de Joe Swanson et Bonnie Swanson et sa jeune sœur de Kevin Swanson . Elle est née dans l'épisode Trois océan et demi.
- Bobby Briggs : Personnage apparu dans la série télévisée Twin Peaks, c'est un criminel originaire d'Atlantic City qui est le véritable responsable de la paralysie des jambes de Joe en l'an 1996, il a pris la fuite pour échapper à la police pendant 15 ans à Telemundo selon les informations informé par Tom Tucker, Joe sera aidé et guidé par Peter et Quagmire pour le retrouver, chercher des indices pour le découvrir et venger ses pauvres jambes pour surmonter sa crainte, il décida de prendre sa fuite pour s'échapper à la vengeance de Joe, mais il se fut tué par Joe en lui tirant deux balles sur les genoux de Briggs, malheureusement, il se fut tué depuis par Joe en lui tirant deux balles sur les jambes de Briggs pour se venger, en raison que Joe a tiré sur l'artère fémoral en le tuant par erreur, mais heureusement, Quagmire emporte le cadavre de Briggs dans la rivière pour l'envoyer au Mexique avec l'idée d'éviter qu'aucun Américains comme Peter le découvrent. Il apparait dans l'épisode La Vengeance de Joe et il est aussi l'ennemi juré de Joe et l'ex-fiancé de Tanya, une séduisante stripteaseuse aux cheveux blonde.
- Mr. Washee Washee (souvent appelé Mr. Washy Washy) : Un antagoniste de la série, c'est un vendeur de vêtement japonais fou et corrompu qui révèle être un criminel recherché dans tout Quahog, il est très méchant et très autoritaire et passe son temps à agresser et virer ses clients de son magasin plutôt que de les accueillir ou de les saluer, il agresse toujours Peter pour aucune raison, comme il le frappe en un coup de balai lors de sa première rencontre, le tricher au combat en utilisant ses arts martiaux et de le torturer pour le forcer à apprendre à joueur du violon. Heureusement que Peter à un policier comme collègue et si Joe révèle que Peter est agressé par un vendeur de vêtement japonais fou, agressif et corrompu, il aurait pu mériter la prison à vie et son travail sera licencié pour le mal qu'il a fait à Peter et aux autres clients de son magasin. C'est l'un des antagonistes les plus détesté de la série.
- Jerome est un mec cool noir, il apparaît pour la première fois dans l'épisode 7 de la saison 8 où il remplace Cleveland dans la bande d'amis de Peter. Il devient ensuite le propriétaire du bar L'Huitre Bourrée après la mort de Horace. Dans un épisode, Peter apprend que Jerome avait eu il y a longtemps une liaison avec Lois, ce qui l'a rendu fou de jalousie. Il a aussi eu des relations sexuelles avec Meg mais Peter s'en fout. Il a une fille, Pam, qui dans l'épisode Noir c'est noir se met en couple avec Chris, ce que Jerome ne supporte pas car il a beaucoup de ressentiment envers les blancs.